# Feature connector
Feature connector («Особый разъем» или «Специальный разъем») — внутренний коннектор, применяемый в некоторых старых видеокартах, рассчитанных на шины VESA Local Bus, ISA и PCI, а также для некоторых карт под AGP-разъем.
Коннектор был разработан для использования устройствами, которым требуется обмениваться большими объемами данных с видеокартами без загрузки центрального процессора или шины, как например, ТВ-тюнеры, карты видеозахвата, декодеры MPEG-видео, первое поколение графических 3D-ускорителей и так далее.
Существовало несколько стандартов для feature connectors в зависимости от шины и типа графической карты. Большинство из них были простыми 8, 16 или 32-битными внутренними коннекторами, передающими данные от видеокарты другому устройству и обратно, минуя центральный процессор и основную память.
Их скорость зачастую превосходила скорость обычной ISA, а иногда даже и скорость ранних шин PCI, например, 40 МБ/с — скорость обычной SVGA-карты на шине ISA, около 150 МБ/с — для шины PCI или VESA, в то время как стандартная 16-битная ISA-шина функционировала на скорости около 5,3 МБ/с, а шина VESA имела пропускную способность до 160 МБ/с. Пропускная способность Feature connector значительно превосходила возможности 386, 486 и лишь немного ограничивалась первыми моделями процессоров Pentium.
В зависимости от реализации, разъем мог быть одно- или двунаправленным и передавать аналоговый цветной сигнал как данные. В отличие от аналоговых оверлейных устройств, feature connector был рассчитан на передачу главным образом данных и способствовал картам расширений получить доступ напрямую к видеопамяти графической карты, даже несмотря на то, что управление этими информационными потоками центральным процессором и памятью было не всегда возможным, что ограничивало применимость коннектора главным образом для визуализации.
Несмотря на то, что его использование быстро сошло на нет после представления более быстрой внутренней шины AGP, в своё время это был единственный подходящий путь для подключения определенных видеоустройств к продвинутой компьютерной системе без чрезмерной загрузки CPU и памяти, а также без недостатков и ограничений чистого аналогового оверлея.
Идея прямого доступа к памяти видеокарты недавно вновь стала актуальной в связи с презентацией технологии Scalable Link Interface (SLI), несмотря на то, что эта технология в первую очередь была нацелена на объединение двух схожих графических карт в одну систему с более высокой производительностью, а не прямого соединения ТВ-тюнеров с видеокартами (как это было раньше).

## Дополнительные источники
- Определение VESA Advanced feature connection на сайте thefreedictionary.com (англ.)
- Определение VGA feature connection на сайте thefreedictionary.com (англ.)
- AMC, расширение Feature Connector от компании ATI